# Professor Longhair
Henry Roeland "Roy" Byrd, född 19 december 1918 i Bogalusa, Louisiana, död 30 januari 1980 i New Orleans, Louisiana, var en amerikansk sångare och pianist känd under artistnamnet Professor Longhair. Hans musik, en blandning av rhythm and blues, mambo, rumba och calypso anses ha haft står påverkan på New Orleans musikscen och han har inspirerat musiker som Fats Domino, Dr. John, James Booker och Allen Toussaint.
Han skivdebuterade 1949 och gav under 1950-talet ut ett antal singlar för Atlantic Records, men bara låten "Bald Head" blev en verklig hitsingel 1950 och då för bolaget Mercury Records. Andra låtar han spelade in som "Go to the Mardi Gras" och "Tipitina" blev inflytelserika men utan någon särskild kommersiell framgång. Mot 1960-talet lämnade han musikbranschen och levde under ett antal år ett fattig liv. Han återupptäcktes på 1970-talet, uppträdde på New Orleans Jazz & Heritage Festival och Atlantic gav 1972 ut samlingsskivan New Orleans Piano med hans tidiga inspelningar. Hans kanske mest hyllade album Crawfish Fiesta spelades in 1979 och släpptes 1980. Professor Longhair avled dock tidigt samma år.
Han valdes postumt in i Rock and Roll Hall of Fame 1992 i kategorin "Early Influences".